# Гогоурі
Гогоурі (груз. გოგოური) — село в Грузії.
За даними перепису населення 2014 року в селі проживає 50 осіб.